# Aittasaari (ö i Lappland, Norra Lappland, lat 68,77, long 27,32)
Aittasaari är en ö i Finland. Den ligger i sjön Rahajärvi och i kommunen Enare i den ekonomiska regionen Norra Lappland och landskapet Lappland, i den norra delen av landet, 1 000 km norr om huvudstaden Helsingfors. Öns area är 1,4 hektar och dess största längd är 250 meter i sydöst-nordvästlig riktning.